# Norra Strö distrikt
Norra Strö distrikt är ett distrikt i Kristianstads kommun och Skåne län. 
Distriktet ligger nordväst om Kristianstad. 

## Tidigare administrativ tillhörighet
Distriktet inrättades 2016 och utgörs av en del av området Kristianstads stad omfattade till 1971, delen som före 1967 utgjorde Norra Strö socken.
Området motsvarar den omfattning Norra Strö församling hade vid årsskiftet 1999/2000.